# Solenanthus albanicus
Solenanthus albanicus là loài thực vật có hoa trong họ Mồ hôi. Loài này được (Degen & Bald.) Degen & Bald. miêu tả khoa học đầu tiên.